# Star in My Heart
Star in My Heart (hangeul : coréen : 별은 내가슴에, RR : Byeol-eun nae-ga-seum-e) est une série télévisée sud-coréenne diffusée en 1997 sur MBC.

## Acteurs et personnages
- Choi Jin-sil : Lee Yun-hee
- Ahn Jae-wook : Kang Min-hee
- Cha In-pyo : Lee Joon-hee
- Jeon Do-yeon : Soon-ae
- Jo Mi-ryung : Ahn Yi-hwa
- Park Won-sook : Madame Song
- Lee Young-hoo : Monsieur Ahn
- Park Chul : Ahn Yi-ban
- Oh Ji-myung : la père de Min-hee
- Sunwoo Yong-nyeo : la mère de Min-hee
- Maeng Sang-hoon : Heo Kwang-young
- Kang Nam-gil : Han Jae-bong
- Yoo Tae-woong : Joon-young
- Kim Jung-eun
- Lee Jae-hoon
- Seo Beom-shik
- Han Seung-yeon : orphelin

## Diffusion internationale
- MBC (1997)
- VTV / La Tele
- TV Perú / Panamericana Televisión / La Primera HD
- Canal 21 (Chillán)